# 東關縣 (交阯)
東關縣，是明代交阯承宣布政使司下轄的一個縣。

## 沿革[1]
永樂五年六月癸未置，屬交州府親領，治在今越南河內。